# Quantificació (lingüística)
La quantificació en lingüística fa referència a dos fenòmens relacionats, d'una banda a la presència de paraules que indiquen quantitat i de l'altra a una propietat semàntica dels mots. Hi ha paraules que indiquen quantitat, com els determinants numerals, els determinants i pronoms indefinits, els adverbis de quantitat i alguns noms o adjectius (com "escassedat" o "nombrosos", per exemple).
La quantificació divideix els noms en comptables o incomptables ("taula" és comptable perquè puc usar un numeral al davant, a diferència de "sucre", on només puc usar quantitatius o unitats de mesura). És una propietat lògica i semàntica que indica que una paraula no pot ser veritable i alhora ser part de la mateixa paraula: els mots incomptables poden dividir-se i seguint sent el mateix (una mica d'aigua segueix sent aigua igual que el total, cosa que no passa amb la poma, per exemple)